# Ejnar Mikkelsen
Ejnar Mikkelsen (ur. 23 grudnia 1880 w Vester-Brønderslev, zm. 1 lub 3 maja 1971 w Kopenhadze) – duński odkrywca, autor książek o tematyce arktycznej i dziennikarz. W 1925 roku z jego inicjatywy powstała na Grenlandii miejscowość Ittoqqortoormiit.

## Ekspedycje[2]
- 1900: duńska ekspedycja na wschodnie wybrzeże Grenlandii (wraz z Georgiem Carlem Amdrupem),
- 1901–1902: członek ekspedycji Evelyna Briggsa Baldwina oraz Williama Zieglera do Ziemi Franciszka Józefa,
- 1903–1904: starszy oficer w międzynarodowej ekspedycji hydrograficznej na północny Atlantyk,
- 1906–1908: przewodził w anglo-amerykańskiej ekspedycji polarnej,
- 1909–1912: przewodził w ekspedycji do północno-wschodniej Grenlandii,
- 1924: przewodził w ekspedycji do północno-wschodniej Grenlandii, mającej na celu budowę osady Scoresbysund (obecnie Ittoqqortoormiit)

## Publikacje[2]
- 1909: Conquering the Arctic Ice (relacja z anglo-amerykańskiej ekspedycji polarnej w latach 1906–1908)
- 1913: Lost in the Arctic (relacja z ekspedycji polarnej w latach 1909-1912)
- 1922: Frozen Justice
- 1954: Mirage in the Arctic: The Astounding 1907 Mikkelsen Expedition[4]
- 1957: Two Against the Ice